# Pierre Devaud
Pour les articles homonymes, voir Devaud.
Pierre Devaud, né le 7 juin 1775 à la ferme de Boisdon, aux Cerqueux-de-Maulévrier en Anjou et mort le 1er février 1826 à Somloire (Maine-et-Loire), est un capitaine vendéen de l’armée de Stofflet, rendu célèbre par ses notes et la rédaction de ses mémoires durant les guerres de Vendée de 1793 à 1815.

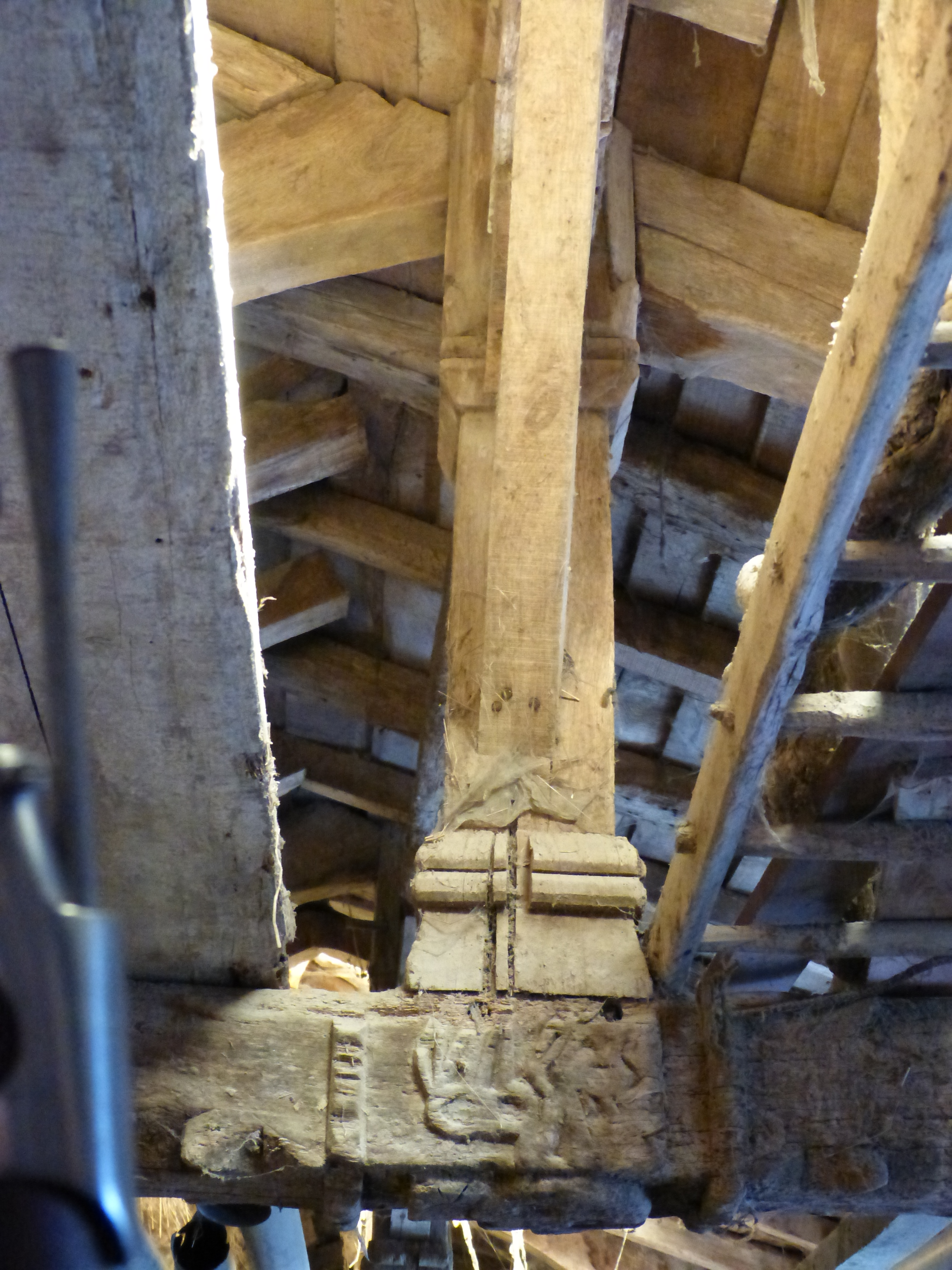
Intérieur écurie de Boisdon, Cerqueux de Maulévrier (M&L).

## Biographie
"Pierre" Marie Devaud est le fils de Jacques Devaud, né en 1737 à Saint-Laurent-sur-Sèvre et de Marie Anne  Gaudin, née en 1738 à La Chapelle-Largeau, métayers. En 1808, il épouse Marie Françoise Rose Brégeon aux Cerqueux-de-Maulévrier. Une première fille nait à Saint-Aubin-de-Baubigné en 1809. Le couple s’installe à la métairie de Féôle, commune de Somloire où, de 1811 à 1818, naissent au moins cinq autres enfants. Pierre Devaud prend l'habitude de noter les petits et grands événements de sa vie. Un frère, Jean Devaud, son ainé de cinq ans est de tous les combats à ses côtés durant les campagnes.

### Paysan-soldat
Pierre Devaud habite encore la ferme de Boisdon, proche du village des Cerqueux-de-Maulévrier quand, à 17 ans, avec son frère, en « soutien des Bourbons, rois de France et de Navarre », ils prennent les armes et se rangent aux côtés du général Stofflet. Ces soldats de fortune, au plus fort de cette grande guerre, du printemps à l’automne 1793, reviennent chez eux, une fois les Bleus repoussés, pour vaquer aux travaux des champs. En octobre 1793, la variole limite temporairement Pierre Devaud dans sa participation à la grande armée outre-Loire. Panique et bravoure s’entremêlent au niveau de ces soldats intermittents. Seule l’occupation de Saumur, durant deux semaines, apparait comme une exception par rapport à ces incessants va-et-vient entre les travaux à la ferme et les champs de bataille. Les notes et récits de Pierre Devaud expriment assez clairement les souffrances endurées : faim, chaleur, fatigue, maladie , etc. La hargne prend le dessus quand on vient attenter à leurs moyens de subsistance. Quand les Bleus brûlent Boisdon, la raison d’être de purs paysans déploie sans limite l’énergie à poursuivre les soldats républicains, même les plus isolés.

### Capitaine dans l’armée vendéenne

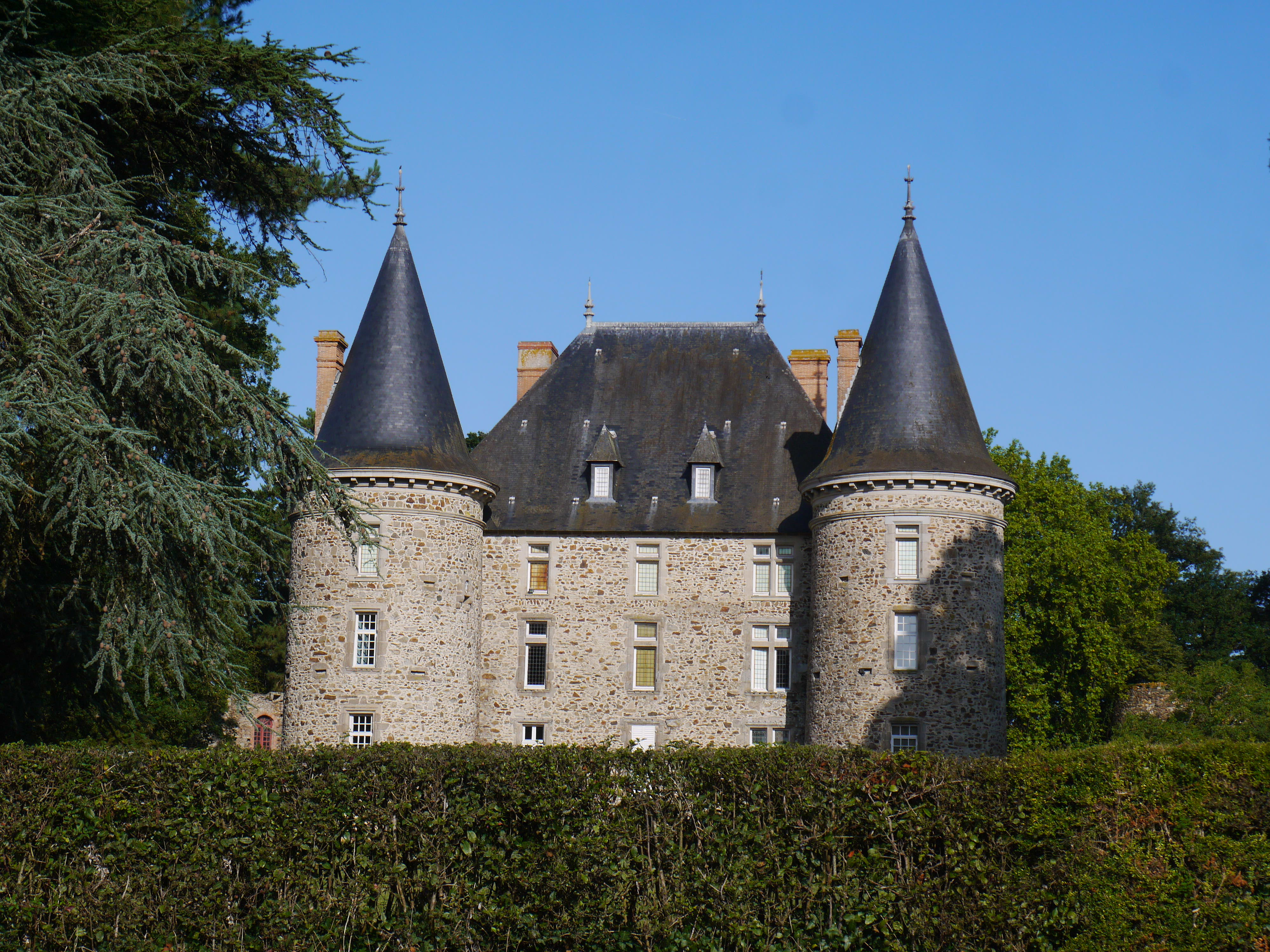
Château de Somloire (M&L).

Après avoir longtemps marché sous les ordres de son frère Jean, c’est en 1815 qu’il est nommé capitaine de la paroisse de Somloire. Ignorant les condamnations à mort, il occulte entre autres la fin de Stofflet qu’il a suivi jusqu’à Nuaillé et à Vezins. Il continue les combats sans se préoccuper pour quel général il se bat. Après la marche sur La Châtaigneraie du 2 mai 1815 et l’importance des pertes, la légende vendéenne prend naissance : l’histoire d’une Vendée qui vient de loin.
Les deux frères Jean et Pierre, ayant pris part ensemble aux campagnes, meurent tous les deux la même année, en 1826.

## Hommages
Dans ses écrits, Pierre Devaud « s’approprie l’espace de la Vendée militaire et lui donne une dimension culturelle ».

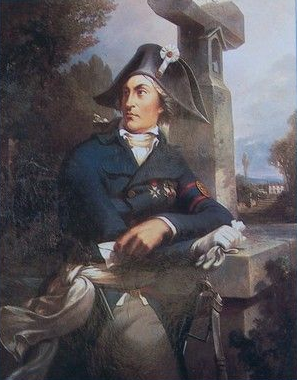
Le général Stofflet.

Une plaque commémorative a été apposée par l’association de la Vendée Militaire, le 13 avril 2013, sur la ferme de Boisdon, aux Cerqueux-de-Maulévrier : « Pierre Devaud, Boisdon 1775 – Somloire 1826, soldat, puis capitaine vendéen, 58 combats. Auteur du livre de la gere ».